# 張善政
張善政（1954年6月24日—），男，生於台灣臺北市，籍貫天津，中華民國的政治人物、企業高階主管、工程學學者，中國國民黨籍，現任桃園市市長、國家政策研究基金會副董事長，曾任國立臺灣大學土木工程系教授、行政院國家科學委員會國家高速電腦中心主任、宏碁公司副總經理、Google公司亞洲硬體總監、行政院政務委員、科技部部長、行政院副院長及行政院院長。
張善政曾在馬英九政府時期擔任公職，但一直維持無黨籍身份，是馬政府任內最後一位及中華民國史上首位無黨籍的正任行政院院長。
卸任閣揆後，擔任東吳大學巨量資料管理學院唐松章校友講座教授兼榮譽院長、國立陽明交通大學電子與資訊研究中心終身講座教授兼亥客書院院長、中華大學特聘講座教授、國立臺北商業大學榮譽講座教授、聖約翰科技大學榮譽講座教授、國家生技醫療產業策進會會長、智網聯盟總網會長、台灣大哥大董事兼基金會董事長、華邦電子獨立董事
、宏碁獨立董事、善科教育基金會董事長、癌症關懷基金會董事、數字王國執行董事及國家政策研究基金會副董事長等。
2019年擔任中國國民黨總統候選人韓國瑜的國政顧問團總召，後成為韓國瑜的搭檔，參選副總統，隔年敗選告終。2022年加入中國國民黨，參選桃園市市長並當選。

## 早年生活與教育
張善政的祖父張廣珍是天津人，曾於交通部臺灣鐵路管理局臺北站擔任站長。父親張同文，畢業於國立北洋大學土木工程科，1948年到臺灣，考入中國石油有限公司，退休後轉戰民間營建工程產業，為土木工程技師。母親是臺南人，畢業於臺灣省立臺南女子中學，同於中國石油有限公司工作，與張父相識結婚後辭職。張善政則在臺北市長大。妻子張琦雅為中國文化大學專任助理教授。
小學就讀臺北市中山區長安國民學校。初中考入臺北市立大同中學，畢業後考至臺北市立建國高級中學。國立臺灣大學土木工程學系畢業後，前往史丹佛大學進修土木與環境工程學，並於1977年獲得碩士學位。於1981年，獲得康乃爾大學土木與環境工程學博士學位。

## 早年工作
在獲得博士學位後，進入電腦繪圖實驗室從事博士後研究，透過電腦模擬的優點來補足土木理論之缺陷。在1981年至1990年間，獲聘至國立臺灣大學土木工程學系擔任講師，歷任講師、副教授，1983年即以29歲就任教授，成為當時國立臺灣大學最年輕教授之一。首創國內計算機圖形學與計算机輔助设计課程，對推展國內電腦在工程與動畫模擬方面之應用有啟蒙之效。1984年獲頒中國青年救國團青年獎章。1991年，行政院核准成立國家高速電腦中心；1991年至1997年，張善政為第一任國家高速電腦中心主任。

### 宏碁時期
張善政受宏碁創辦人施振榮邀請，曾參與籌設宏碁子公司「安碁資訊股份有限公司（Acer Cyber Security Inc.，ACSI）」，並出任總經理。2000年至2010年，至桃園縣龍潭鄉擔任宏碁股份有限公司電子化事業群副總經理，主持規劃建設宏碁位於龍潭渴望園區的電子化資訊管理中心（Acer e-Enabling Data Center，Acer eDC）。

### Google時期
2010年至2012年，張善政擔任Google有限公司亞洲硬體營運總監（Director of Google's hardware operation in Asia），主管範圍為Google亞洲的網際網路資料中心之營運，為資料中心營運業務亞洲最高主管。期間協助爭取在臺灣設立首座Google數據中心，2011年促成了決定設在彰化濱海工業區的Google台灣資料中心，於2012年4月3日動土，2013年12月11日啟用，為Google在亞洲地區最大的資料中心。

## 公職

### 科技事務
2012年2月，從Google離職，出任行政院政務委員。2012年10月，他曾批評上網會塞車「吃到飽」是元凶。2013年6月，在一場針對臺北市高中生的演講中，對於經濟部智慧財產局擬修《著作權法》管制重大侵權網站，研議要求網際網路服務業者封鎖對國外侵權網站的連結而引起社會討論，張善政表示智慧財產局的試探性議題，並認為「網路無法用立法的方式管制，因為有太多的方式可以破解」。2014年1月，遠通電收宣稱其系統在3小時內遭到82億次的駭客攻擊而報案，對此張善政認為已達到資安管理的第三級攻擊，要求高鐵與國道計程收費資訊安全都應比照政府資安標準進行回報，之後交通部會同刑事局等人員前往遠通測試，發現遠通伺服器乘載量不足而造成大當機的狀況。2014年3月3日，行政院國家科學委員會升格為科技部，張善政出任首任科技部長，任內設立兩個任務編組，包括「學術研究諮議會」及「產學推動諮議會」，分別由翁啟惠和李世光擔任共同召集人。

### 行政職務

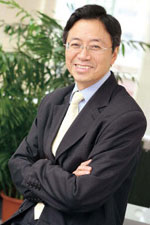
行政院副院長時期官方肖像

2014年12月8日，張善政出任毛治國內閣的行政院副院長一職。2015年1月，張善政表示臺灣平均每年發生300多件資安通報事件，攻擊來源大部分來自中國大陸，某些攻擊手法甚至是全球首見，這代表「中國把台灣當作網路資訊攻擊試驗場」。1月26日，中国中央电视台罕見以專題回擊認為張善政主要是配合美國的輿論炒作。但早在2013年2月美國麥迪安網路安全公司發佈的報告，總結141個主要駭客攻擊的反跟蹤分析，認為中國人民解放軍61398部隊和多次從事進階持續性滲透攻擊，目標即包括台灣。美國網路安全公司火眼也公布資料指出，台灣是亞太地區遭駭客入侵最嚴重的地區，其目的在於竊取情报資料。

### 閣揆職務

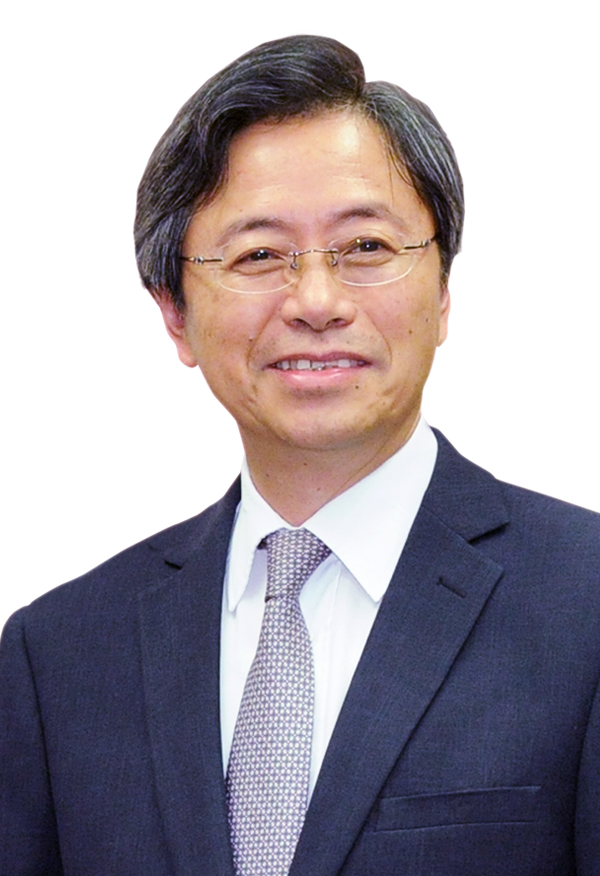
行政院院長時期官方肖像

2016年1月18日，時任行政院院長毛治國因辭呈未獲總統馬英九即時同意而請假，張善政以副院長身分代理行政院院長，後於1月25日馬同意毛請辭，遂於2月1日任命張為行政院院長。由於作為政權交接之前的看守內閣，張善政的任期僅109天，是行憲以來任期第二短的閣揆（僅長於何應欽，任期僅94天）、更是政府遷臺後最短的一位（原為唐飛，任期僅140天），不過民調顯示他是馬英九政府任內施政滿意度最高、不滿意度最低的行政院院長。

## 卸任閣揆後

### 參與事務
2016年6月22日，國家生技醫療產業策進會進行理監事和會長的改選（均為無給職）而獲選為新任會長，後於2019年11月26日離任。7月4日，智網聯盟宣佈智網聯盟總網及農業網正式成立，在宏碁集團創辦人施振榮的邀請下擔任總網會長，後於2019年離任。7月22日，在富邦金融控股董事長蔡明忠的邀請下接任台灣大哥大基金會董事長，投身公益，後於2019年4月23日離任。 10月12日，因台灣大哥大法人董事福記投資改派代表人而接任台灣大哥大董事，後於2019年4月30日離任。
2017年3月30日，由宏碁董事會提名為独立董事，並於6月21日就任。6月23日，兼任董事會投資審議委員會主席暨召集人、審計委員會成員。4月21日，由華邦電子股東會提名為獨立董事，並於6月13日就任。2019年11月15日，宏碁和華邦電公告張善政辭去獨董。2020年6月，張善政回任宏碁獨董，後於2022年12月16日離任。
2018年2月22日，由花蓮縣政府聘用為無給職的花蓮地震災害捐款管理及監督委員會召集委員，同日在花蓮縣政府召開首次監委會議，討論內容包括尋找公有地異地重建、災民救助辦法及都市計畫變更等。2018年縣市長選舉期間擔任中國國民黨臺北市市長候選人丁守中競選總部主委兼顧問；兼任國民黨中央助選團名譽副團長及基隆市、桃園市、雲林縣、台南市、高雄市、台東縣等縣市長候選人的顧問；以及無黨籍澎湖縣長候選人陳大松的顧問。
2019年1月11日，由花蓮縣政府聘用為無給職的花蓮觀光文化推廣大使。2月20日，宣布以無黨籍身分參選2020年中華民國總統選舉，並推動數位國家公投。8月2日，宣布放棄參選。8月17日，擔任國民黨總統候選人韓國瑜的國政顧問團總召。11月11日，擔任2020年總統選舉國民黨總統候選人韓國瑜的副手，隔年1月11日敗選。
2021年6月28日，委任為數字王國（Digital Domain）執行董事，後於2022年12月離任。10月14日，接任國家政策研究基金會副董事長。
2022年5月18日，中國國民黨證實張善政已入黨，並正式徵召其為年底縣市長選舉桃園市市長參選人，並於11月當選。

## 桃園市市長

桃園市政府官方網站肖像

2022年11月26日，張善政以近13萬票的差距擊敗民主進步黨候選人鄭運鵬，當選第三屆桃園市市長，同年12月25日正式就任。

## 選舉紀錄
| 年度 | 選舉屆數                 | 選舉區                   | 所屬政黨   | 得票數    | 得票率 | 當選標記 | 備註   |
| ---- | ------------------------ | ------------------------ | ---------- | --------- | ------ | -------- | ------ |
| 2020 | 第十五任總統、副總統選舉 | 第十五任總統、副總統選舉 | 無黨籍     | 5,522,119 | 38.61% |          |        |
| 2022 | 第三屆桃園市市長選舉     | 桃園市                   | 中國國民黨 | 557,572   | 52.02% |          | [ 66 ] |

## 榮譽

### 中華民國勳章獎章
- 一等景星勳章（2016年5月9日於台北總統府頒授[67]）

## 爭議

### 對蘇貞昌院長住院失言
2019年站台輔選時，提到行政院院長蘇貞昌住院一事，張善政說：「他如果以後回到這個行政院，再這樣講酸言酸語的話，我跟大家講說『老天有眼』，會讓他很快就住回醫院去了。」民主進步黨主席卓榮泰呼籲張善政用詞要謹慎，「詛咒別人去住院、去看醫生，在台灣民間社會是犯大忌的事。」為此張善政表示：「對於蘇院長或是他家人，造成不舒服的話，我要說聲不好意思，我要祝他早日康復。」

### 派個人專屬維安接送女發言人
張善政被指在2020年大選作為副總統候選人期間，常以專屬維安車隊接送非維安對象、時任張發言人的黃曼昕上下班，並傳出發生多次更改道路警衛區的到崗指令，被質疑浪費警力。對此張善政回應，說接送有點誇張，那時很多行程在中南部，回到台北都12點多，她就住在車站附近，連計程車都不想載，載她到安全下車的地方讓她回家，這是一個人之常情，也沒有浪費國家資源，「我回家的路上讓她下車只是舉手之勞。」

### 農委會農業電子化發展策略分析與規劃研究報告疑義案
張善政任職宏碁公司期間，主持行政院農業委員會（簡稱農委會）2007年至2009年委託宏碁公司執行的「農業電子化發展策略分析與規劃」研究計畫。在他投入2022年桃園市市長選舉期間，被臺灣媒体《鏡週刊》報導指控該研究團隊結案報告涉嫌抄襲。在農委會成立專案小組調查後，於2023年1月18日確定其抄襲事實，將依契約規定向宏碁公司追回該報告之計畫經費。

### 稱讚中國大陸的辨識系統、支持科技業赴陸拓展市場
2021年5月8日，張善政在講座上稱中國大陸在人臉辨識、基因採集上「沒有人權問題，蒐集快得不得了」、「大陸沒有人權是優勢，因為這樣在搜集資料上面比較輕鬆」、「在人工智慧搜集資料上面，他根本不用擔心什麼隱私不隱私，要搜就搜啊」、「台灣科技產業要趕快去大陸進行高階研發」、「我們的科技發展不去利用對岸的市場，厚植我們的實力，如果不這樣想的話，頭殼有問題」，遭立委鄭運鵬及學者沈榮欽等批評為把臺灣帶往中華人民共和國與俄羅斯聯盟的單邊市場，失去與其他地區整合的機會。對此，張善政在臉書附上原影片並發文表示，當時他在會後隔日就澄清過是分享自身觀察的華為現象，並參照台積電於南京擴產、聯發科業務成長的經驗，在會議的總結時呼籲積極拓展商機，然後厚植台灣研發實力，鞏固未來高階產品優勢，因此主張在台灣進行高階產品的研發，讓科技核心根留台灣，並以對岸14億人口做為市場，為台灣拓展商機。

### 競選幹部的官司紀錄
時代力量中壢區立委候選人林佳瑋在臉書揭露張善政在桃園市的13位競選幹部中就有7位具賄選、恐嚇建商、毆打鄉民代表等犯罪紀錄，且分別因毆打、賄選或危害安全等罪遭法院判刑定讞，後林與立委邱顯智聯合召開記者會，質疑張善政的團隊「是競選團隊還是犯罪集團？」。對此張善政回應，都是過去的事情，現在我們團隊就是團結一致，打贏這場選戰。

### 藍綠候選人涉發紅包和袋裝麵被指賄選
2022年9月30日，媒體爆出張善政受邀出席重陽敬老活動，為中獎者頒發現金紅包等獎項的畫面，被質疑似賄選，對此桃園地檢署表示將調查釐清；張善政回應活動並非他主辦，獎金也並非他提供。張善政競選辦公室發言人何元楷指出市議員謝克洋在臉書放上鄭運鵬穿著桃園市長競選背心在某活動現場發紅包，民進黨應用同一標準檢視；而該活動是桃園市媒體記者協會的餐敘，三位候選人都有發紅包的動作，引發桃園市媒體記者協會不滿發文譴責。而張善政團隊亦曾指控鄭運鵬競選總部補助造勢動員每一台遊覽車8,000元存在疑慮。
2022年11月23日，網紅四叉貓指出張善政在競選活動時發放袋裝麵並質疑超過市價35元，對此張善政公布競辦採購發票，以每箱10袋計算、一袋單價約26.7元，並指出比過去鄭文燦發放的袋裝麵每包27元還便宜0.3元，且鄭運鵬也依循傳統贈送袋裝麵，而鄭運鵬競選總幹事秘書邱文威、與鄭運鵬聯名的市議員候選人游吾和也被指出發放袋裝麵。

### 酒後五小時開車
2023年1月12日，張善政9日被指晚上餐敘飲酒後仍自行開車前往桃園市平鎮區視察水情，引起台灣酒駕防制社會關懷協會公開批判，強烈要求向國人道歉。張善政則澄清只有抿一下葡萄酒，回到家過5個小時他才前往淨水廠，「什麼叫作抿？這個意思大家聽得懂嗎？抿就是酒幾乎沒有下肚，這樣聽懂了嗎？就是這個意思。」現場反教育記者什麼叫作「抿」，就是沒有喝下去的意思。桃園市警方指出，是否涉酒駕須以攔檢當下酒精呼氣數值為準。

## 外部連結
- 張善政的Facebook頁面
- 張善政的Facebook專頁
- YouTube上的張善政頻道
- 歷任行政院院長簡歷 - 張善政

| 中華民國政府職務 | 中華民國政府職務                                    | 中華民國政府職務                   |
| ---------------- | --------------------------------------------------- | ---------------------------------- |
| 行政院           |                                                     |                                    |
| 首任             | 科技部部長 第一任 2014年3月3日—2014年12月8日        | 繼任： 林一平（代理） 正任：徐爵民 |
| 前任： 毛治國    | 行政院副院長 第三十三任 2014年12月8日—2016年1月31日 | 繼任： 杜紫軍                      |
| 前任： 毛治國    | 行政院院長 第二十七任 2016年2月1日—2016年5月20日    | 繼任： 林全                        |
| 桃園市政府       |                                                     |                                    |
| 前任： 鄭文燦    | 桃園市市長 第三屆 2022年12月25日—                   | 現任                               |